# Нидау
Нидау (нем. Nidau) — коммуна в Швейцарии, окружной центр, находится в кантоне Берн. 
Входит в состав округа Нидау. Население составляет 6773 человека (на 31 декабря 2006 года). Официальный код — 0743.

## Фотографии
- Замок
- Замок